# St. Clair (Pennsilvània)
St. Clair és una població dels Estats Units a l'estat de Pennsilvània. Segons el cens del 2000 tenia 3.254 habitants.

## Demografia
Segons el cens del 2000, St. Clair tenia 3.254 habitants, 1.497 habitatges, i 887 famílies. La densitat de població era de 1.029,8 habitants per quilòmetre quadrat.
Dels 1.497 habitatges en un 20,2% hi vivien nens de menys de 18 anys, en un 41,1% hi vivien parelles casades, en un 12,5% dones solteres, i en un 40,7% no eren unitats familiars. En el 36,6% dels habitatges hi vivien persones soles el 22,2% de les quals corresponia a persones de 65 anys o més que vivien soles. El nombre mitjà de persones vivint en cada habitatge era de 2,17 i el nombre mitjà de persones que vivien en cada família era de 2,83.
Per edats la població es repartia de la següent manera: un 18,6% tenia menys de 18 anys, un 6,4% entre 18 i 24, un 26,2% entre 25 i 44, un 22,7% de 45 a 60 i un 26,1% 65 anys o més.
L'edat mediana era de 44 anys. Per cada 100 dones de 18 o més anys hi havia 85,2 homes.
La renda mediana per habitatge era de 28.161$ i la renda mediana per família de 35.024$. Els homes tenien una renda mediana de 28.566$ mentre que les dones 20.719$. La renda per capita de la població era de 15.418$. Entorn del 7,7% de les famílies i l'11,8% de la població estaven per davall del llindar de pobresa.

## Poblacions més properes
El següent diagrama mostra les poblacions més properes.